# Pertusaria kinigiensis
Pertusaria kinigiensis är en lavart som beskrevs av A. W. Archer, Elix, Fischer, Killmann & Sérus. Pertusaria kinigiensis ingår i släktet Pertusaria och familjen Pertusariaceae.   Inga underarter finns listade i Catalogue of Life.